# Nahuatl de Michoacán
Le nahuatl de Michoacán est une variété du nahuatl parlée par les Nahuas Michoacan sur la côte Pacifique du Mexique au Michoacán. C'est un dialecte du nahuatl, une langue du tronc uto-aztèque. C'est la variante la plus occidentale de cette langue, bien que la famille uto-aztèque soit répartie plus au nord, au centre, au sud et à l'est. Il compte environ 9 000 locuteurs qui résident principalement dans les communautés rurales des municipalités d'Aquila, Apatzingán Pomaro et Maruata dans le Michoacán de Ocampo, qui coexistent avec les locuteurs de la langue purépecha. Le nahuatl du Michoacán est l'un des nombreux dialectes nahua, notamment en ce qui concerne les dialectes centraux qui incluent tl dans certains mots, généralement le Michoacan[pas clair]. Par exemple, le mot « homme » en nahuatl central est tlacatl, tandis que c'est lacal en nahuatl de Michoacán.